# Кливлендске културне баште
Кливлендске културне баште (енгл. Cleveland Cultural Gardens) назив је за вртни комплекс од преко тридесет башти у Рокфелеровом парку, у Кливленду, Охајо. Свака од њих је посвећена великанима народа и земаља из којих су потекли имигранти који живе у Кливленду и целој Америци. Српска културна башта је отворена 5. октобра 2008. залагањем Алекса Маческог. Мото Кливлендских културних башти је „Мир кроз узајамно разумевање”. О Српској културној башти у Кливленду највећи број репортажа написао је новинар, публициста и књижевник Иван Калаузовић Иванус, који је и аутор химне „Цветови из кливлендске баште” и монографије „Српска културна башта у Кливленду”.

## Баште
- Британска башта (1916)
- Хебрејска башта (1926)
- Немачка башта (1929)
- Италијанска башта (1930)
- Словачка башта (1932)
- Словеначка башта (1932)
- Мађарска башта (1934)
- Пољска башта (1934)
- Америчка башта (1935)
- Чешка башта (1935)
- Башта мира међу народима (1936)
- Литванска башта (1936)
- Русинска башта (1939)
- Ирска башта (1939)
- Грчка башта (1940)
- Украјинска башта (1940)
- Финска башта (1958)
- Естонска башта (1966)
- Румунска башта (1967)
- Афричко-америчка башта (1977)
- Кинеска башта (1985)
- Индијска башта (2005)
- Летонска башта (2006)
- Азербејџанска башта (2008)
- Српска башта (2008)
- Јерменска башта (2010)
- Сиријска башта (2011)
- Хрватска башта (2012)
- Албанска башта (2012)
- Турска башта (2016)
- Руска башта (2018)
- Етиопска башта (2019)
- Либанска башта (2019)

## Цветови из кливлендске баште
У лето 2016. Дечји хор „Свети Сава” из Кливленда, у који су учлањена деца српског порекла рођена у Америци, снимио је под вођством проф. др Наде Мартиновић и на иницијативу и стихове новинара и публицисте Ивана Калаузовића Ивануса песму „Цветови из кливлендске баште”, која је добила и видео-спот и постала химна хора. Њени стихови помињу Светог Саву и све српске великане који су у тренутку писања имали своју бисту у Српској културној башти. Химна је премијерно изведена на америчкој телевизији „Фокс” (Fox) и у оквиру „Дана јединственог света”, затим на аустралијском радију „Ес-Би-Ес” (SBS), а у Србији на Радио Београду и Радио-телевизији Србије исте године.